# Бобров, Алексей Иванович
Алексей Иванович Бобров (17.10.1905 — 16.10.1974) — советский инженер, специалист в области электронной промышленности, дважды лауреат Сталинской премии.

## Биография
Родился в с. Заполье Спасского уезда Рязанской губернии (сейчас — Шиловский район).
С 1924 г. заведовал избой-читальней. В 1926 г. по комсомольской путёвке поступил в МГУ. После окончания университета — научный сотрудник Всесоюзного электротехнического института (1930—1934).
- 1935—1951 НИИ-10 (МНИИР «Альтаир»): начальник лаборатории, начальник отдела.
- 1951—1955 на руководящей работе в Министерстве судостроительной промышленности СССР.
- 1955—1958 зам. министра радиотехнической промышленности СССР.
- 1958—1963 зам., 1-й зам. председателя Ленинградского совнархоза.
- 1963—1974 начальник отдела электронной промышленности Госплана СССР.

Один из руководителей разработки радионавигационной системы «Окунь».
Умер 16 октября 1974 года. Похоронен на Новодевичьем кладбище (колумбарий).

## Награды и звания
Дважды лауреат Сталинской премии (1946 — за создание аппаратуры для судовождения, 1949 — за разработку нового типа радиоаппаратуры). Награждён орденами Ленина, Трудового Красного Знамени (дважды), Красной Звезды, «Знак Почёта», медалями.